# Кузнецовский (Иглинский район)
Кузнецовский (баш. Кузнецовский) — деревня в Иглинском районе Республики Башкортостан Российской Федерации. Входит в состав Улу-Телякского сельсовета.

## География

### Географическое положение
Расстояние до:
- районного центра (Иглино): 82 км,
- центра сельсовета (Улу-Теляк): 12 км,
- ближайшей ж/д станции (Улу-Теляк): 12 км.

## Население
| 2002 | 2009 | 2010 |
| ---- | ---- | ---- |
| 1    | →1   | ↘0   |